# Aztlán

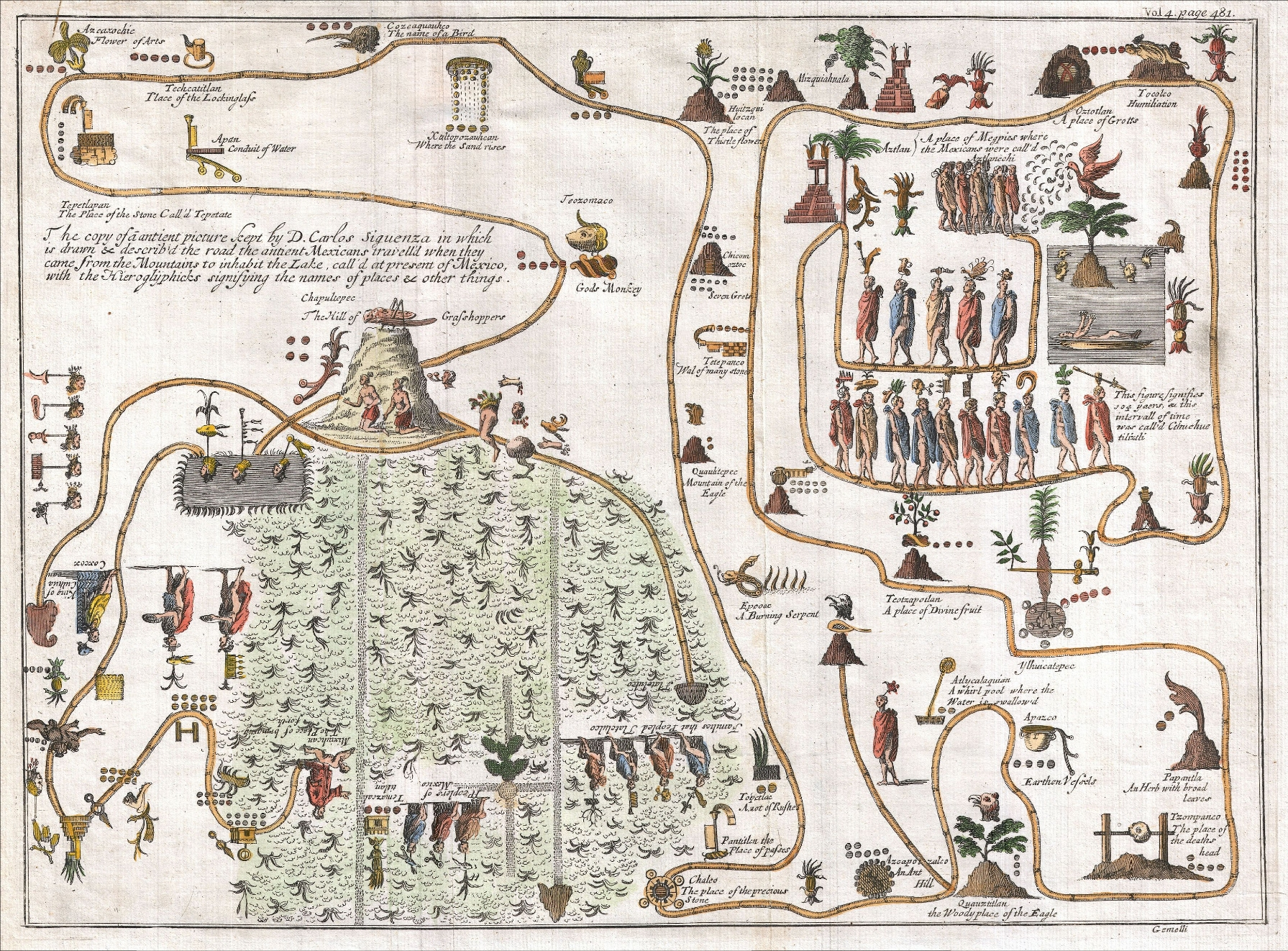
Mapa de la migración de Aztlán a Chapultepec.

Aztlán o Aztlan es un sitio mítico, nombrado en varias fuentes de origen novohispano y anteriores, del que provienen los mexicas. Suele ser identificado con una isla. Su probable existencia y su localización han generado debate entre los investigadores, aunque la tesis más aceptada es que se trata de una representación simbólica de la misma México-Tenochtitlan, actualmente la Ciudad de México.
No obstante, según las referencias de las fuentes más confiables como Chimalpahin, Ixtlilxochitl, Cristóbal del Castillo o incluso Tezozomoc, concuerdan en situarla más allá de Xalisco, llegando a indicarlo como un lugar cercano a Nuevo México, diferenciando este sitio de Chicomoztoc y Hueyi Colhuacan. La geografía y otros acontecimientos relatados en la migración de los mexicas, dan pie a creer su veracidad, puesto que muchos lugares descritos hoy día son localizables, por ejemplo Hueyi Colhuacan, descrita por los nativos a Nuño de Guzmán durante sus expediciones.

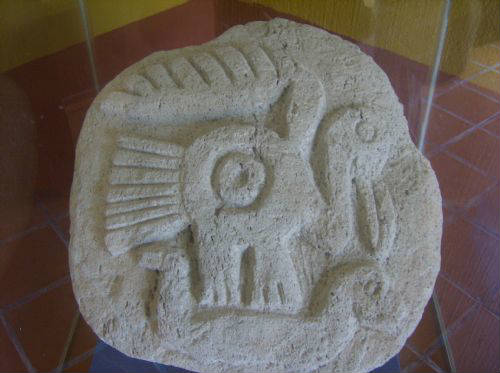
Piedra exhibida en el museo del origen, en ella observamos una garza montada sobre una serpiente.

En la versión de Cristóbal del Castillo, escrita a fines del siglo XVI, se menciona que las aguas que rodeaban Aztlán tenían como nombre Metztli iapan ("lago de la Luna"), concordando con lo referido por Chimalpahin en sus Memoriales, ambos concuerdan en situar este sitio en las últimas tierras de Xalisco, lo que llevaría a relacionarlo con el actual Nayarit, en la isla llamada Mexcaltitán. Cabe recordar que esta isla estaba sujeta a un señorío llamado Aztatlan.  
Las tiranías de uno de estos tlatoque aztecas es lo que obliga a los mexitin a salir de su territorio, dirigidos por Chalchiuhtlatonac, quien moriría en Hueyi Colhuacan, uniéndose a Tetzauhteotl yaotequihua en la figura de Huitzilopochtli, en la isla de Mexcaltitan también se han encontrado petrograbados con garzas, y uno exhibido en el Museo del Origen, situado en la isla, muestra una garza montada sobre una serpiente.

## Etimología

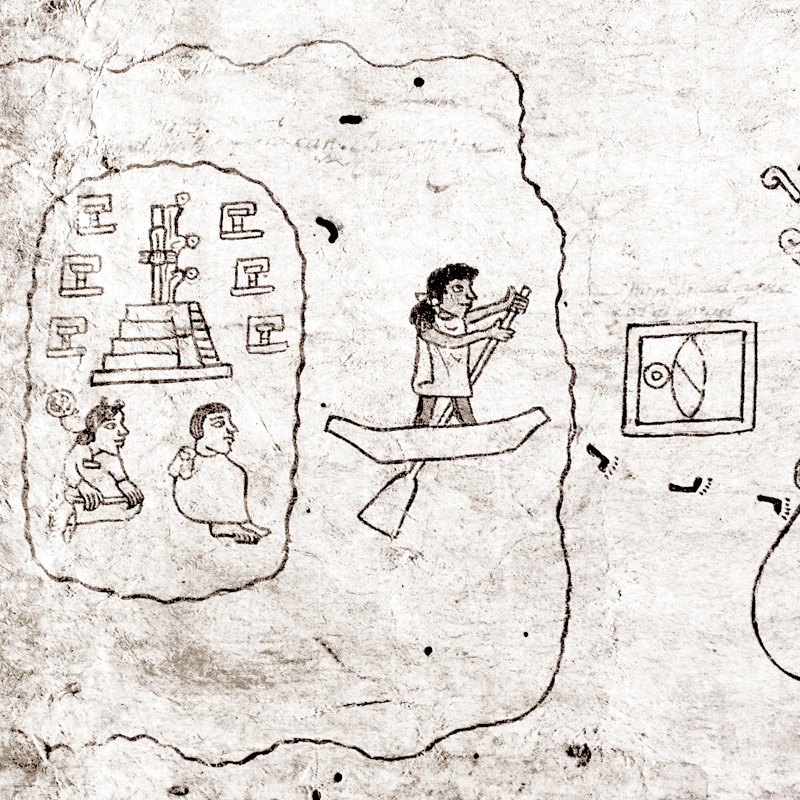
Partida de los aztecas de la isla, ilustración del Códice Boturini.

El significado de la palabra es "lugar de las garzas" (del náhuatl: astatl "garza" y -tlan "lugar donde abunda"). Durante la conquista de México, la historia de Aztlán ganó importancia y fue divulgada por fray Diego Durán (1581) y por otros como una clase de paraíso o Edén, libre de enfermedad y de muerte, que existió en alguna parte en el norte lejano. Estas historias ayudaron a iniciar expediciones de los españoles en lo que ahora es el suroeste de los Estados Unidos; las variadas descripciones de Aztlan son contradictorias. Mientras que algunas leyendas lo describen como un paraíso, el Códice Aubin dice que era un lugar presa de una élite tirana llamada azteca-chicomoztoca.

## Usos modernos
- Aztlán da su nombre a varios movimientos políticos hispanoamericanos en los Estados Unidos, tales como el consejo revolucionario y gobierno provisional de Aztlán y de MEChA, también conocido como Movimiento Estudiantil Chicano de Aztlán. En esta conexión, puede referir a menudo a ambiciones irredentistas de independencia o unión con México para los estados al sudoeste de los Estados Unidos que México controló antes del Tratado de Guadalupe Hidalgo en 1848.
- El Centro Multidisciplinario de Artes AZTLAN A.C., formado en marzo del 2014 en Tepexpan, estado de México, es un grupo formado por los fundadores de la Banda de Música Aztlan, exponentes del movimiento de las Marching Bands Mexicanas.
- El cineasta mexicano Juan Mora Catlett dirigió a finales de la década de 1980 una película hablada completamente en náhuatl llamada Retorno a Aztlán, patrocinada por la Beca Guggenheim.
- Aztlan es utilizado por Max Brooks en su novela Guerra mundial Z cuando Todd Wainio relata la campaña “El camino a Nueva York”, que abarca desde Canadá hasta Aztlán (México antes de la guerra).
- Aztlán otorga su nombre al documental realizado en 2009 por la chilena Carolina Adriazola, que retrata el drama de la vida de un travesti junto a un transexual. El nombre hace alusión al espacio de soledad y carencia tanto material como social de dos personas que resultan excéntricas al marco de lo establecido.
- En el álbum musical “Aztlán” y canción homónima del mismo disco, de la banda Zoé.
- En el álbum Moctezuma de la banda mexicana Porter hace alusión a Aztlán en la canción "La China".
- El Centro Cultural de Psicología, Filosofía y Humanidades Aztlan, es una Asociación Civil inscripta en la I.G.J., bajo el N.º 748 fue fundada por el Prof. León Azulay, filósofo, quien se ha dedicado a la enseñanza desde hace más de cincuenta años. Frente a la crisis y decadencia de las antiguas instituciones educativas, ha desarrollado el Método Aztlan®, el cual responde a un nuevo y moderno paradigma educativo y cultural.
- El nuevo parque de diversiones Aztlán localizado en Ciudad de México, es el reemplazo de la ahora extinta Feria de Chapultepec y que abrió sus puertas durante el mes de Marzo del 2024.